# Tiaraway
Tiaraway (conocido como tiaraway) fue un dúo japonés Seiyū conformado por Saeko Chiba y Yuuka Nanri.

## Biografía
Tiaraway comenzó como un dúo en el 2003, después de que sus integrantes grabaran una canción para el anime Memories Off 2nd. Su música, escrita y producida por Chiyomaru Shikura (志倉千代丸 Shikura Chiyomaru?), destacó en varios animes y videojuegos. 
El grupo lanzó tres sencillos y un álbum antes de hacer su primer y único concierto en vivo el 6 de marzo de 2005, el mismo día que se anunció que Tiaraway sería disuelto.
Luego de disolverse, las dos integrantes se concentraron en su propio trabajo: Chiba siguió su camino como Seiyū y Nanri como cantante.

## Discografía

### Sencillos
| # | Información |
| - | --- |
| 1 | Your Shade/Usual Place - Lanzado: 21 de diciembre de 2003 - Oricon pico: #109 (3 semanas) - Canciones: 1. Your Shade 2. Usual Place 3. Your Shade (off vocal) 4. Usual Place (off vocal) |
| 2 | Chōzetsu Tokkyū Go Tiara/Love Binetsu!? (超絶特急Go Tiara/Love 微熱!?Chōzetsu Tokkyū Go Tiara/Love Binetsu!? ?) - Lanzado: 22 de julio de 2004 - Oricon pico: #165 (1 semana) - Canciones: 1. Chōzetsu Tokkyū Go Tiara (超絶特急Go Tiara 'Super Express Go Tiara'?) 2. Love Binetsu!? (Love 微熱!? 'Love Slight Fever'?) 3. Chōzetsu Tokkyū GoTiara (off vocal) 4. Love Binetsu!? (off vocal)     |
| 3 | Omoide Good Night/Can You Feel Crying Alone? (想い出 Good Night/Can You Feel Crying Alone?Omoide Good Night/Can You Feel Crying Alone? ?) - Lanzado: 27 de octubre de 2004 - Oricon pico: #83 (2 semanas) - Canciones: 1. Omoide Good Night (想い出 Good Night Reminiscence Good Night?) 2. Can You Feel Crying Alone? 3. Omoide Good Night (off vocal) 4. Can You Feel Crying Alone? (off vocal) |

### Álbumes
| # | Información |
| - | --- |
| 1 | Two:Leaf - Lanzado: 26 de enero de 2005 - Oricon pico: #66 (2 semanas) - Primer y único álbum, incluyendo todos los sencillos del pasado con un plus de nuevas canciones. - Canciones: 1. Introduction 2. Tabikounen Sora e (旅光年空へ?) 3. From Silent Sky 4. Your Shade 5. Koi no Jellybeans (恋のジェリービーンズ Jeallybeans of Love?) 6. Metal Moon 7. Chōzetsu Tokkyū Go Tiara (超絶特急Go Tiara Super Express Go Tiara?) 8. I Fall There: Yume no tsuzuki e (I Fall There: 夢の続きへ I Fall There: To Another Dream?) 9. Can You Feel Crying Alone? 10. Shiroki Kagirohi (シロキカギロヒ?) 11. Omoide Good Night (想い出 Good Night Reminiscence Good Night?) 12. Love Binetsu!? (Love 微熱!? LOVE Slight Fever?) 13. Aqua: Harukanaru Blue (Aqua: 遥かなるブルー Aqua: Faraway Blue?) 14. Two:Leaf 15. Usual Place |

## Apariciones

### Radio
- tiaraway Iroiro Very Night (tiaraway色々ベリーnight tiaraway Iroiro berī night?) (octubre de 2003—septiembre de 2004)[1]
- tiaraway's All Night Nippon.com (tiaraway no ōru night nippon.com?) (enero de 2002)[1]